# Nolfia
Nolfia è un genere estinto di pesci ossei appartenente all'ordine dei Clupeiformes, vissuto durante il Cretaceo inferiore e Cretaceo superiore in depositi marini dell'Africa centrale e del Sud America nord-orientale. 

## Descrizione
Nolfia era un pesce di dimensioni modeste e dal corpo affusolato, caratterizzato dalla presenza di 18 vertebre caudali, coste pleuriche lunghe e cilindriche, parapofisi posteriori allungate e centri urali molto ridotti. La regione caudale mostra tre uroneurali, di cui il primo forma probabilmente il pleurostilo, e spine neurali lunghe nei centri preurali anteriori.

## Classificazione
La specie tipo, Nolfia kwangoensis, è stata descritta da Louis Taverne nel 1976 sulla base di esemplari rinvenuti nel Cenomaniano (Cretaceo superiore) della località di Kipala, nel bacino del Kwango, in quella che oggi è la Repubblica Democratica del Congo.
Una seconda specie, Nolfia riachuelensis, è stata descritta da Francisco Figueiredo nel 2009 a partire da un esemplare incompleto proveniente dallo scisto marino del Membro Taquari della Formazione Riachuelo (Albiano, Cretaceo inferiore), nella Bacino di Sergipe-Alagoas, nel nord-est del Brasile. Nolfia riachuelensis si distingue per la presenza di un numero specifico di ossa supraneurali, postcleitre allungati e allineati, meno di 30 raggi nella pinna anale e la completa assenza di scaglie dorsali – un carattere derivato presente nei clupeidi. Questi elementi confermano la sua appartenenza ai Clupeidae e ne fanno il più antico clupeoide noto nella documentazione fossile.

## Paleobiogeografia
La distribuzione delle due specie in Africa e Sud America fornisce un'importante evidenza paleobiogeografica per la dispersione marina dei clupeoidi durante la frammentazione del Gondwana e l’apertura dell’oceano Atlantico meridionale.